# 한자와촌
한자와촌(榛沢村)은 사이타마현으 북서부, 오사토군에  속했던 촌이다. 처음엔 한자와군 소속이였다.

## 역사
- 1889년 4월 1일 - 정촌제 시행에 의해 한자와군 한자와촌이 성립하였다.
- 1896년 3월 29일 - 한자와 군이 오사토 군, 하라 군, 오부스마 군과 통합해 오사토 군이 된다.
- 1955년 1월 1일 - 오카베촌, 혼고촌과 합병해 오카베촌을 신설하였다.
- 1968년 12월 1일 - 오카베촌이 정으로 승격해 오카베정이 되었다.
- 2006년 1월 1일 - 오카베정이 (구) 후카야시, 하나조노정, 가와모토정과 합병해 후카야시를 신설하였다.

## 참고문헌
- 大日本篤農家名鑑編纂所編『大日本篤農家名鑑』大日本篤農家名鑑編纂所、1910年。
- 扶桑社編『大日本蚕業家名鑑 正』扶桑社、1913 - 1917年。
- 人事興信所編『人事興信録 第5版』人事興信所、1918年。
- 人事興信所編『人事興信録 第8版』人事興信所、1928年。